# Francoaceae

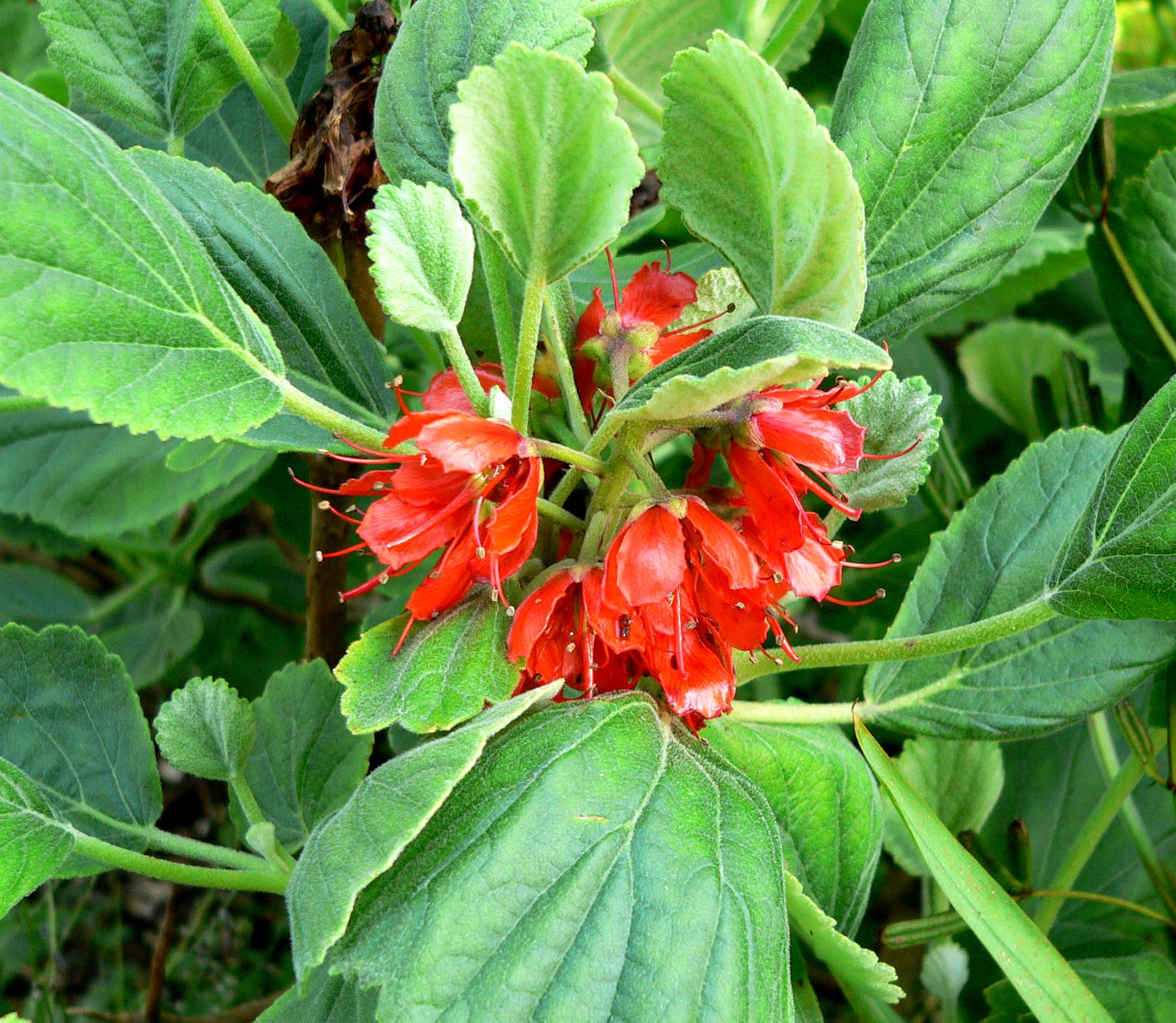
Greyia radlkoferi

Francoaceae – rodzina roślin należąca do rzędu bodziszkowców (Geraniales). Obejmuje 8 rodzajów z 31 gatunkami. Przedstawiciele z rodzajów Melianthus i Bersama występują od środkowej Afryki po jej południowej krańce, pozostałe rodzaje spotykane są w Ameryce Południowej. Kilka afrykańskich gatunków z tej rodziny używanych jest w tradycyjnym ziołolecznictwie, Bersama abyssinica dostarcza cenionego drewna, rośliny z rodzajów Greyia i Francoa są uprawiane jako rośliny ozdobne.

## Morfologia
PokrójDrzewa, krzewy i rośliny zielne o bardzo różnym pokroju, różniące się zwłaszcza budową liści, ale o podobnych organach generatywnych.
LiścieUlistnienie skrętoległe, naprzeciwległe lub okółkowe. Liście są pierzaste, często z oskrzydloną osią u rodzajów Bersama i Melianthus, lirowate u Francoa i niepodzielone u pozostałych rodzajów, choć czasem głęboko wcinane. Liście u nasady niektórych przedstawicieli opatrzone są przylistkami, czasem okazałymi i tworzącymi pochwę osłaniającą łodygę.
KwiatyZebrane w szczytowe, pojedyncze lub złożone grona, wiechy, kłosy lub wierzchotki, czasem na długich szypułkach, ale też czasem kwiatostan zredukowany do jednego, dwóch lub trzech kwiatów. Poszczególne kwiaty są promieniste lub słabo grzbieciste, u rodzajów Bersama i Melianthus odwrócone. U różnych przedstawicieli bywają obu- lub jednopłciowe, 5- lub 4-krotne. Działki kielicha, często nierówne, są 4 lub jest ich 5. W takiej samej liczbie występują płatki korony, nierzadko okazałe (brak jednak płatków u Rhynchotheca). Pręcików jest tyle samo co płatków korony u rodzajów Bersama i Melianthus, podczas gdy u innych jest ich dwa razy tyle. Słupek jest górny, utworzony z 2–5 owocolistków, z zalążnią jedno- lub wielokomorową.
OwoceTorebka w miarę dojrzewania wydłużająca się i coraz bardziej papierzasta, tylko u Bersama drewniejąca.

## Systematyka
Pozycja i podział według APweb (aktualizowany system APG IV z 2016)
Jedna z dwóch rodzin rzędu bodziszkowców, siostrzana względem bodziszkowatych Geraniaceae. Rząd należy do kladu różowych w obrębie okrytonasiennych.
W dawniejszych ujęciach systematycznych rodzaje Greyia i Francoa miały niejasną pozycję – były wyodrębniane jako monotypowe rodziny Greyiaceae i Francoaceae. Dopiero na przełomie wieków XX i XXI potwierdzono najpierw ich bliskie pokrewieństwo (połączone zostały w jedną rodzinę Francoaceae), a w końcu potwierdzono bliskie pokrewieństwo z przedstawicielami rodziny miodokwiatowatych Melianthaceae. W systemie APG II rodziny były przedstawiane jako siostrzane i opcjonalnie łączone, w APG III już zostały połączone. W systemie APG IV włączono w jedną wielką rodzinę Francoaceae także rodzaje wyodrębniane wcześniej w rodziny Vivianiaceae i Ledocarpaceae.
| bodziszkowce | \| \| Geraniaceae bodziszkowate \| \| \| \| \| \| Francoaceae \| \| \| \| |
|              | \| \| Geraniaceae bodziszkowate \| \| \| \| \| \| Francoaceae \| \| \| \| |
|              | Geraniaceae bodziszkowate                                                 |
|              |                                                                           |
|              | Francoaceae                                                               |
|              |                                                                           |

Podział rodziny
Plemię Bersameae Planchon
- Bersama Fresenius
- Melianthus L’Her. ex Aiton

Plemię Vivianieae Klotzsch (syn. Vivianiaceae Klotzsch)
- Balbisia Cavanilles
- Rhynchotheca Ruíz & Pavón
- Viviania Cavanilles

Plemię Greyieae Gürke
- Greyia Hook. & Harv.

Plemię Francoeae Spach
- Francoa Cav. – frankoa
- Tetilla DC.